# Трофим, Олег Борисович
Олег Борисович Трофим (род. 12 октября 1989, посёлок Искателей, Ненецкий автономный округ) — российский кинорежиссёр, сценарист, продюсер и музыкант. Наиболее известен как режиссёр музыкальных клипов, спортивной мелодрамы «Лёд» и серии фильмов по комиксам о «Майоре Громе».

## Биография
Олег Трофим родился 12 октября 1989 года в посёлке Искателей в семье геологов Бориса Трофима и Махпрат Мухиддиновой. У Олега двое старших братьев: Рустам Трофим (фронтмен рок-группы Downcast, сейчас работает в киноиндустрии) и Арсений Трофим (пианист, композитор). Отец режиссёра — известный в НАО музыкант и бард. Мама — автор рассказов, прозы и различных философских заметок.

### Детство
Благодаря усилиям матери Олега Трофима, все трое сыновей с детства занимались музыкой и участвовали в региональных конкурсах. В детстве Олег побывал в Узбекистане у своей бабушки, где впервые увидел спутниковое ТВ и такие телеканалы как MTV и VH1. По словам режиссёра, дерзкие и стильные клипы Apex Twin, Papa Roach, Linkin Park вдохновили его на первые эксперименты со съёмками. Так, в 90-е годы Олег Трофим покадрово анимировал свои игрушки и предметы домашнего быта в технике stop-motion. До поступления в университет увлекался монтажом видео и звука на домашней аналоговой платформе «VHS-to-VHS», которую они придумали вместе со старшим братом Рустамом.
По воспоминанием мамы режиссёра, в детстве мальчик был «подвижный как ртуть: на секунду отвернешься, его уже нет, он бог знает где». В купе с этим уже проявлялась артистичность (на камеру Олег всегда что-то изображал), музыкальность (рано начал петь, играть на гитаре), чёткость сознания (всегда знал, что ему нужно сделать). Кроме этого, родители старались развивать у сыновей трудолюбие и работоспособность. 
В конце школы Олегу пришлось делать выбор между Архангельским музыкальным колледжем, где он хотел учиться на дирижёра или композитора, и вторым вариантом, который посоветовала ему мама, – стать режиссёром и снимать музыкальные клипы. Также Олег рассматривал вариант актёрской карьеры.  

### Студенческие годы
В итоге Олег Трофим последовал совету мамы и решил попробовать себя в режиссуре: в 2006 году он поступил в Санкт-Петербургский государственный институт кино и телевидения по специальности «Режиссура кино и телевидения», курс В. В. Смирнова и О. В. Рябоконя. Учёба шла с переменным успехом, так как Олег всё больше увлекался музыкой, видео-арт экспериментами и съёмкой музыкальных видео вне учебного плана. 
За время учёбы вместе с однокурсником Антоном Земляковым Олег организовал независимую компанию Starbox Production, которая, зачастую бесплатно, занималась производством различных музыкальных клипов, рекламы и фэшн роликов с 2008 по 2012 год. Дипломным проектом Олега Трофима стал короткометражный документальный фильм для Vogue.ru о работе нью-йоркского фотографа и режиссёра Джейсона Шмидта над фото-проектом Drama&Ballet в Мариинском Театре и Екатерининском Дворце.

### Начало карьеры
По словам Олега Трофима, начало его карьеры совпало с началом эпохи DSLR, когда в Санкт-Петербурге только-только появились первые доступные цифровые фотоаппараты с зеркальной оптикой и возможностью снимать видео. Первой камерой, с которой работал Олег, стал Nikon D90. Эта техника позволяла режиссёру добиться необходимой глубины резкости и более фактурного изображения по сравнению с семейством камер формата DV.  
После переезда в Москву Олег Трофим два года работал режиссёром рекламных и документальных роликов. С 2013 года начал сотрудничать с компанией Hype Production, специализирующуюся на съёмках рекламы и музыкальных видео. За всё время режиссёр снимал для таких брендов, как Coca Cola, Nike, Google, Yandex, Adidas, Visa, Yota, Pay Pal, KFC, McDonald’s, YouTube, Сбер, Альфа Банк и др.
Также Трофим сотрудничал с Кастой и независимыми музыкантами, снял для Black Star клипы на песни: Тимати – «Вертолёт», «Прокатись со мной» и L’One – «Бери своё». За музыкальные видео  «Вертолёт», «Бери Своё» и «Шелестом ресниц» трижды номинировался на Berlin Music Video Awards за режиссуру и монтаж.
«До этого я поработал какое-то время с Black Star — и понял, что это не совсем моё. Я потерял к ним интерес. Хотя бы просто потому, что не очень верю в популярную музыку. Я верю в ту музыку, которая становится популярной, но не в ту, которая задумывается как популярная», — отметил Олег Трофим в одном из интервью.

### Дебют в большом кино, «Лёд»
В 2016 году Олег Трофим в сотрудничестве с кинокомпанией «Водород» приступил к работе над музыкально-спортивной драмой «Лёд». Дебютная картина режиссёра, выйдя в прокат в 2018 году, побила все существовавшие на тот момент рекорды сборов в истории российского кино среди фильмов-дебютов. Общие сборы картины составили порядка 1,6 млрд рублей при бюджете в 150 млн. Текущий бокс-офис картины позволил ей занять шестое место по кассовым сборам среди российских фильмов, когда-либо выходивших в широкий прокат в России и СНГ. Фильм «Лёд» получил несколько номинаций на премию «Золотой орёл». Продолжение картины под названием «Лёд 2» снял уже другой режиссёр — Жора Крыжовников.
В сентябре 2017 года свет увидел клип Олега Трофима на песню Сергея Сироткина «Бейся сердце, время биться».
В 2019 году, по приглашению Фёдора Бондарчука, Олег также участвовал в съёмках фильма «Вторжение». Он был режиссёром всех экшн-сцен.
Весной 2019 года Трофим как режиссёр и продюсер на свои средства снял два короткометражных музыкальных фильма. Первый — подростковая драма на клип Sirotkin – «Выше домов», снятая в Грузии. Второй — Синекдоха Монток «Где бы ты ни был». Этот поэтический оммаж на работы фотографа Йозефа Кудельки с Ириной Горбачёвой в главной роли собрал в общей сложности более 20 главных наград за режиссуру на фестивалях США и Европы.

### Работа над серией «Майор Гром»

#### «Чумной Доктор»
Летом 2019 года Олег Трофим приступил к работе над первым российским полнометражным блокбастером по комиксам о супергероях «Майор Гром: Чумной Доктор». Основные съёмки проходили с сентября по октябрь 2019 года. Премьера состоялась 25 марта 2021 года в санкт-петербургском кинотеатре «Аврора», а в широкий прокат картина вышла 1 апреля. Фильм получил противоречивые, но в основном сдержанно-положительные оценки критиков.
5 мая 2021 года фильм стал доступен для просмотра в онлайн-кинотеатре «КиноПоиск HD». Также права на показ картины приобрёл Netflix. По словам режиссёра и продюсеров фильма, сумма сделки стала рекордной среди российских проектов, когда-либо проданных данной стриминговой платформе. На Netflix фильм стал доступен 7 июля 2021 года. Его перевели на самые популярные языки мира. По данным сервиса «FlixPatrol», уже за первые сутки «Майор Гром: Чумной Доктор» попал в десятку самых просматриваемых фильмов в 65 странах. В Бразилии, Бельгии, Венгрии, Испании, Италии, Словакии, Швейцарии, Чехии, Катаре, Кувейте, Люксембурге, Омане, Доминикане и на Кипре стал абсолютным лидером. В течение десяти дней картина удерживала первую строчку в рейтинге самых просматриваемых фильмов на Netflix. Также фильм попал в десятку самых популярных картин стримингового сервиса в 2021 году. На агрегаторе рецензий Rotten Tomatoes «Чумной Доктор» набрал 77 процентов одобрения из 100 возможных.

#### «Трудное детство»
В 2022 году Олег Трофим работал над съёмками приквела «Чумного Доктора» — фильмом «Гром: Трудное детство». Картина рассказывает о детстве Игоря Грома, которое прошло в 90-е годы XX века в альтернативной и гротескной комикс-версии Санкт-Петербурга. Фильм выпущен на стриминге 1 января 2023 года. Сравнивая «Чумного доктора» с новой работой, Олег Трофим отмечает, что «Трудное детство» — это инди-драма: более личный и камерный фильм с другим киноязыком, материальным ресурсом и упором на графический дизайн, мультипликацию.
«Многие из тех зрителей, кому за тридцать, хвалят „Гром: Трудное детство“ за возможность окунуться в ностальгию, но находятся и те, кто ругает, мол, в девяностых Петербург был совсем не таким, обвиняют нас в том, что мы исказили реальность. Меня такая критика вынуждает лишь улыбнуться и прикрыть лицо рукой, ведь мы же снимаем кинокомикс — это жанр, который не предназначен для документальной реконструкции прошлого. Это фантастика, художественный вымысел и новая мифология, и меня порой удивляет, что поколению, выросшему на романах и рассказах братьев Стругацких, сложно принять концепцию вымысла. Мы рассказываем увлекательные истории, а не пытаемся кого-то одурачить», — прокомментировал высказывания некоторых критиков кинокартины Олег Трофим.

Как отмечает режиссёр картины, возможно такая реакция связана с эмоциональным наследием девяностых: более взрослые поколения зрителей не привыкли к альтернативным версиям реальности, видеоиграм. Это мешает им смотреть развлекательное кино. У молодёжи же такого предубеждения нет, и есть открытость к чему-то новому, считает Трофим.
12 октября 2022 года, в свой 33-й день рождения, Олег Трофим выпустил EP из четырёх песен «Не так закалялась сталь». В том же году вышел сингл «Передам Промолчу». Все композиции режиссёр-постановщик и музыкант выпустил под псевдонимом Оленжон.

#### «Игра»
В 2022—2024 годах Олег Трофим занимался работой над продолжением франшизы Bubble Comics — фильмом «Майор Гром: Игра». Его премьера состоялась 26 апреля 2024 года на Московском международном кинофестивале, в российский кинопрокат фильм вышел 23 мая 2024 года.   
1 июня 2024 года Олег Трофим, с выходом клипа «Добрый злой», завершил свой триптих клипов инди-группы Sirotkin о брошенных, дрожащих от холода подростках. В него также вошли клипы «Бейся сердце, время биться» (2017) и «Выше домов» (2019). «[В  клипе «Добрый злой»] мы снова говорим об этом чувстве смятения и растерянности в мире, который рушится вокруг нас», – рассказал в интервью Олег. Съёмки клипа прошли в осенью 2021 года в Москве.    

## Личная жизнь
Режиссёр женат. Его супруга, Виктория Миша, работает архитектором. В 2019 году во время съёмок фильма «Майор Гром: Чумной Доктор» у пары родился сын Савва. Олег дистанционно присутствовал на родах с супругой, одновременно управляя съёмочным процессом на площадке.

## Фильмография

### Полнометражные картины
- Лёд (2018) — режиссёр
- Майор Гром: Чумной Доктор (2021) — режиссёр
- Гром: Трудное детство (2023) — режиссёр, сценарист
- Майор Гром: Игра (2024) — режиссёр

### Музыкальные видео
- ms.Sounday — «Шелестом ресниц» (2013) — режиссёр
- Чаян Фамали — «Вера внутри меня» (2013) — режиссёр
- Nanik — «Boom!» (2013) — режиссёр
- Тимати — «Вертолёт» (2014 год) — режиссёр
- Тимати ft. Тимур Сказка — «Прокатись Со Мной» (2014 год) — режиссёр
- L`One — «Бери Своё» (2014 год) — режиссёр
- ms.Sounday — «Сомали» (2015 год) — режиссёр
- Sirotkin — «Бейся Сердце, Время Биться» (2016) — режиссёр, сценарист
- Влади — Перемены (Music Video) (2015) — режиссёр
- Синекдоха Монток — Где бы ты ни был (2019) — режиссёр, продюсер, сценарист
- Sirotkin — «Выше домов» (2019) — режиссёр, продюсер, сценарист
- Антоха MC — Tokyё (Logic Vapes Documentary) (2019) — режиссёр
- Sirotkin — «Добрый злой» (2024)[36] — режиссёр, продюсер, сценарист

### Сериалы
- Горизонт (2021) — снят пилотный эпизод, производство приостановлено

### Прочее
- Вторжение (2019) — режиссёр экшн-сцен

## Номинации и награды
- Неоднократно номинировался на «Berlin Music Video Awards» за режиссуру и монтаж.
- В 2016 году был награждён «European Excellence Awards» как «Лучшая PR-кампания России». Проект также получил шесть платиновых наград «Hermes Creative Awards», три приза «Golden Hammer Awards», золотые и платиновые награды «Muse Creative Awards», серебряный приз фестиваля Golden Drum, бронзовую награду российской премии «Eventiada Awards», а также номинации на «SABRE Awards EMEA» и «IPRA Golden World Awards».
- Проект «Google Beyond the capitals» летом 2018 года оказался в шортлисте самого престижного в мире рекламы фестиваля «Cannes Lions international Festival of Creativity».
- В 2019 году музыкальная короткометражка «Выше домов» получила номинацию «Jager Music Awards» в категории «Лучшее видео».